# Festungs-Brigade Lofoten
Die Festungs-Brigade Lofoten war eine deutsche Infanteriebrigade im Zweiten Weltkrieg.

## Brigadegeschichte
Der Festungs-Brigade Lofoten wurde im November 1944 in Norwegen aus der Feldkommandantur Lofoten und dem zum zweiten Mal aufgestellten Grenadier-Regiment 518 aufgestellt. Die Unterstellung war von Dezember 1944 bis Januar 1945 unter die 20. Gebirgs-Armee im LXXI. Armeekorps. Im Februar 1945 wechselte die Unterstellung gemeinsam mit der 20. Gebirgs-Armee unter die Armeeabteilung Narvik und später wieder zum LXXI. Armeekorps.
Nach der Räumung Finnlands wurde der Divisionsstab der 210. Infanterie-Division in Nordnorwegen im Raum Vårdö eingesetzt. Hier unterstanden ihm 1945 außer der Küstenartillerie u. a. der Festungs-Brigadestab Lofoten mit dem Bataillon III./Jäger-Regiment 501 (L) und den Festungs-Bataillonen 646, 650 und 662.
Die Angehörigen der Festungs-Brigade Lofoten zählten zum verleihungsberechtigten Personenkreis des Lapplandschildes.